# Strefa wolnego handlu
Strefa wolnego handlu – obszar wewnątrz którego zniesiono cła i inne opłaty na wszystkie lub niektóre towary. Utworzenie strefy wolnego handlu, w przeciwieństwie do unii celnej, nie pociąga za sobą określenia wspólnej zewnętrznej taryfy celnej, wymaga więc utrzymania kontroli celnej na granicach podmiotów tworzących strefę w celu zbadania pochodzenia towaru.
Przykłady stref wolnego handlu:
- AFTA
- Północnoamerykański Układ o Wolnym Handlu